# Championnats d'Afrique de pentathlon moderne 2007
Navigation
Édition précédente Édition suivante
Les championnats d'Afrique de pentathlon moderne 2007 ont lieu du 22 au 25 février 2007 au Caire, en Égypte. Les vainqueurs des épreuves individuelles masculines et féminines se qualifient directement pour les Jeux olympiques d'été de 2008 à Pékin.

## Médaillés
Les médaillés de ces championnats d'Afrique sont :
| Individuel hommes | Amro El Geziry (EGY) | Omar El Geziry (EGY) | Raouf Abd El-Raouf (EGY) |  |  |  |
|                   |                      |                      |                          |  |  |  |
| Individuel femmes | Aya Medany (EGY)     | Omnia Fakhry (EGY)   | Reem El Sayed (EGY)      |  |  |  |

## Tableau des médailles
| Rang  | Nation | Or | Argent | Bronze | Total |
| ----- | ------ | -- | ------ | ------ | ----- |
| 1     | Égypte | 2  | 2      | 2      | 6     |
| Total | Total  | 2  | 2      | 2      | 6     |